# Kaptara
Kaptara — серия комиксов, которую в 2015 году издавала компания Image Comics.

## Синопсис
Кит Канга и его команда терпят крушение на заглавной планете во время космической экспедиции.

## История создания
Здарски был рад работать с Маклеодом. Он сравнивал своего главного героя с Питером Паркером после того, как последнего укусил радиоактивный паук. Сценарист хотел, чтобы в его комиксе «не было откровенного сексизма, расизма, гомофобии».

### Выпуски
| № | Название                                 | Дата выхода    | Оценка на Comic Book Roundup    |
| - | ---------------------------------------- | -------------- | ------------------------------- |
| 1 | Space, Why You Gotta Be Like That?       | 22 апреля 2015 | 7,7 из 10 на основе 22 рецензий |
| 2 | The Road Less Traveled By Cat Tanks      | 20 мая 2015    | 7,7 из 10 на основе 9 рецензий  |
| 3 | Wizards Just Got a Whole Lot Sexier      | 24 июня 2015   | 7,6 из 10 на основе 8 рецензий  |
| 4 | Exploding Into Your Minds, Hearts, Faces | 5 августа 2015 | 7,9 из 10 на основе 5 рецензий  |
| 5 | Goin’ To Town. Destroyin’ The Town       | 25 ноября 2015 | 8,1 из 10 на основе 2 рецензий  |

### Сборники
| Название                    | Тип            | Дата выхода     | Собранный материал | Кол-во страниц | ISBN                       |
| --------------------------- | -------------- | --------------- | ------------------ | -------------- | -------------------------- |
| Vol. 1: Fear Not Tiny Alien | Мягкая обложка | 23 декабря 2015 | Kaptara #1-5       | 128            | 978-1632155573, 1632155575 |

## Реакция

### Отзывы критиков
На сайте Comic Book Roundup серия имеет оценку 7,8 из 10 на основе 46 рецензий. Мэрикейт Джаспер из Comic Book Resources похвалила художников. Пирс Лидон из Newsarama дал первому выпуску 7 баллов из 10 и сравнил стиль Маклеода со стилем Стива Дитко. Ванесса Габриэль с того же портала поставила дебюту оценку 6 из 10 и посчитала, что комикс «больше похож на спин-офф Galaxy Quest». Тафта Дарлинг из Comics Bulletin присвоила первому выпуску 3 звезды из 5 и написала, что в нём «читатели не получают особой характеристики» главного героя. Чейз Магнетт из ComicBook.com дал дебюту оценку «B-» и назвал «противоречивым началом, страдающим от неубедительного главного героя, но всё же наполненным потенциалом». Тони Герреро из Comic Vine вручил первому выпуску 4 звезды из 5 и отметил, что «мы получаем захватывающие визуальные эффекты и интересный сеттинг, которые заставляют нас задуматься о том, что произойдёт дальше».

### Продажи
Ниже представлен график продаж комикса за первый месяц выпуска на территории Северной Америки.